# Раджабли, Ахмед Джаббар оглы
Ахмед Джаббар оглы Раджабли (азерб. Əhməd Cabbar oğlu Rəcəbli) — азербайджанский агроном, селекционер-генетик, профессор (1935), академик Академии сельскохозяйственных наук Азербайджанской ССР (1958).

## Биография
Ахмед Раджабли родился в 1898 году в Эривани. В 1919 году правительство Азербайджанской Демократической Республики послало А. Раджабли учиться в Италию. В 1923 году А. Раджабли окончил Высший Королевский экспериментальный аграрный институт итальянского города Перуджа. Знал русский, немецкий, испанский, итальянский, персидский и греческие языки.
С 1924 по 1930 год работал директором Закатальского сельскохозяйственного техникума.
В Закаталах А. Раджабли организовал опытную сельскохозяйственную станцию, где под его руководством проводились научные исследования.
С 1931 по 1934 год Ахмед Раджабли являлся заведующим кафедрой южно-технических культур Азербайджанского сельскохозяйственного института.
В 1935 году Высшая аттестационная комиссия в Москве присвоила А. Раджабли ученое звание профессора. А. Раджабли избрали членом секции субтропических культур Всесоюзной академии сельскохозяйственных наук, председателем которой был ученый мирового класса Николай Вавилов.
В 1937 году был репрессирован и сослан в Магадан. В суровых условиях Магадана он создал подсобное хозяйство, выводил морозоустойчивые сорта овощных культур.

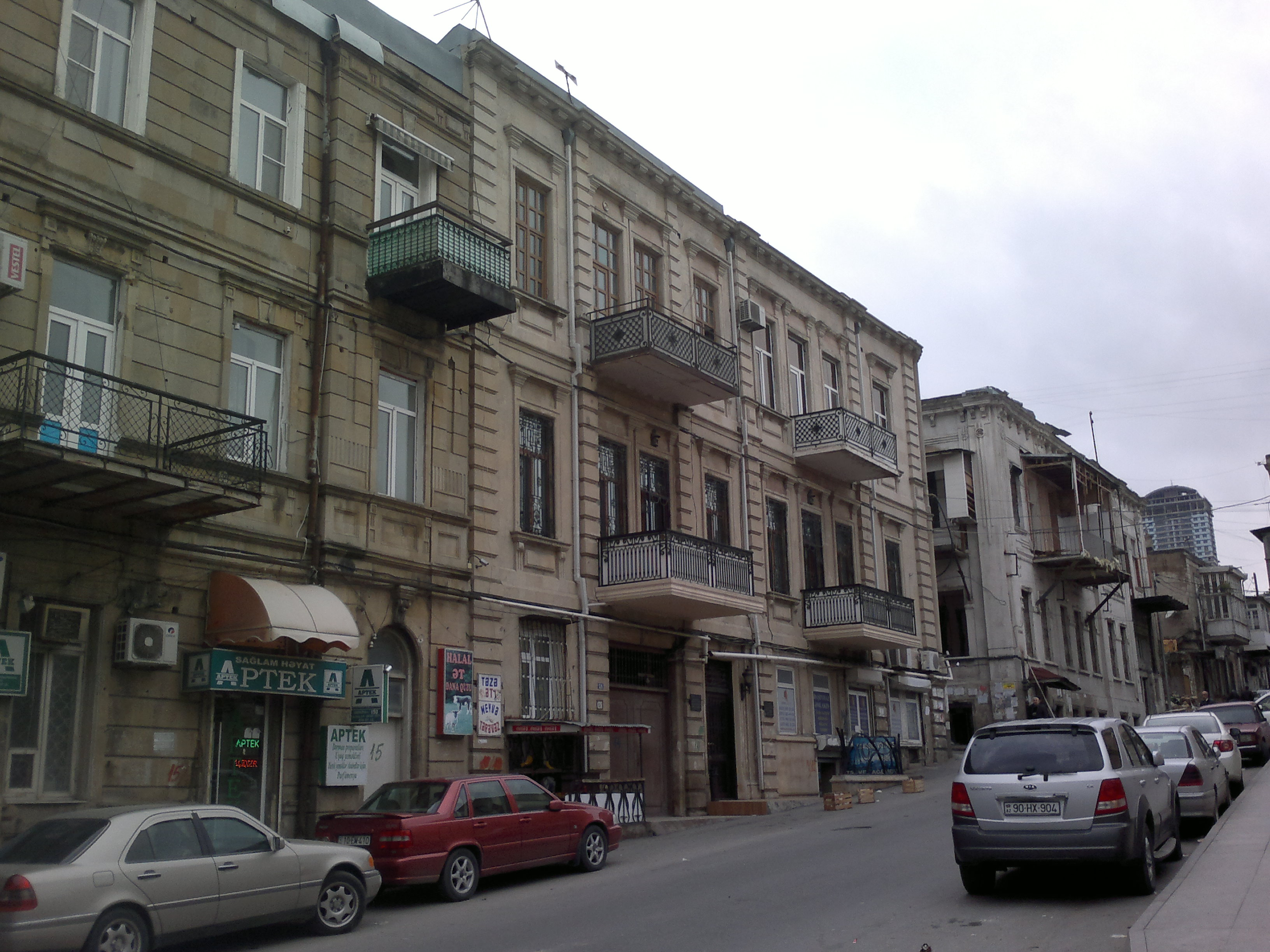
Дом на улице Мирза Ага Алиева в Баку, в котором жил Ахмед Раджабли (снесён в 2016 году)

В 1946 году после реабилитации вернулся в Баку. До 1950 года занимался научной и преподавательской деятельностью. В 1950 году А. Раджабли был повторно репрессирован и сослан в Казахстан. В Джамбуле жил на квартире, продолжал научные исследования. После смерти Сталина вернулся в Баку.
В 1958 году был избран членом президиума Академии сельскохозяйственных наук Азербайджана, академиком-секретарём отделения растениеводства.
В декабре 1963 году А. Раджабли скончался от инфаркта.

## Научная деятельность
А. Раджабли оставил богатое научное наследие. Он обследовал и детально изучил сортовые ресурсы плодовых культур в республике, подробно описал их и включил в коллекцию. Первым в Азербайджане описал ранее неизвестные уникальные сорта народной селекции плодовых и зерновых культур. А.Раджабли вывел более 40 сортов плодовых культур — яблок, персиков, айвы. Ввел глубокие теоретические исследования по происхождению и генетическим связям культурных и дикорастущих культур.
Автор более 100 научных работ, 24 монографий. Монография А.Раджабли «Плодовые культуры Азербайджана», изданная после его кончины, представляет большую ценность, являясь настольной книгой специалистов-плодоводов.

## Память
На доме по улице Мирза Ага Алиева, где жил Ахмед Раджабли, установлена мемориальная доска (дом был снесён в 2016 году). Азербайджанскому научно-исследовательскому институту садоводства и субтропических культур, Загатальскому сельскохозяйственному техникуму, а также одной из улиц в Наримановском районе Баку присвоено имя Ахмеда Раджабли.

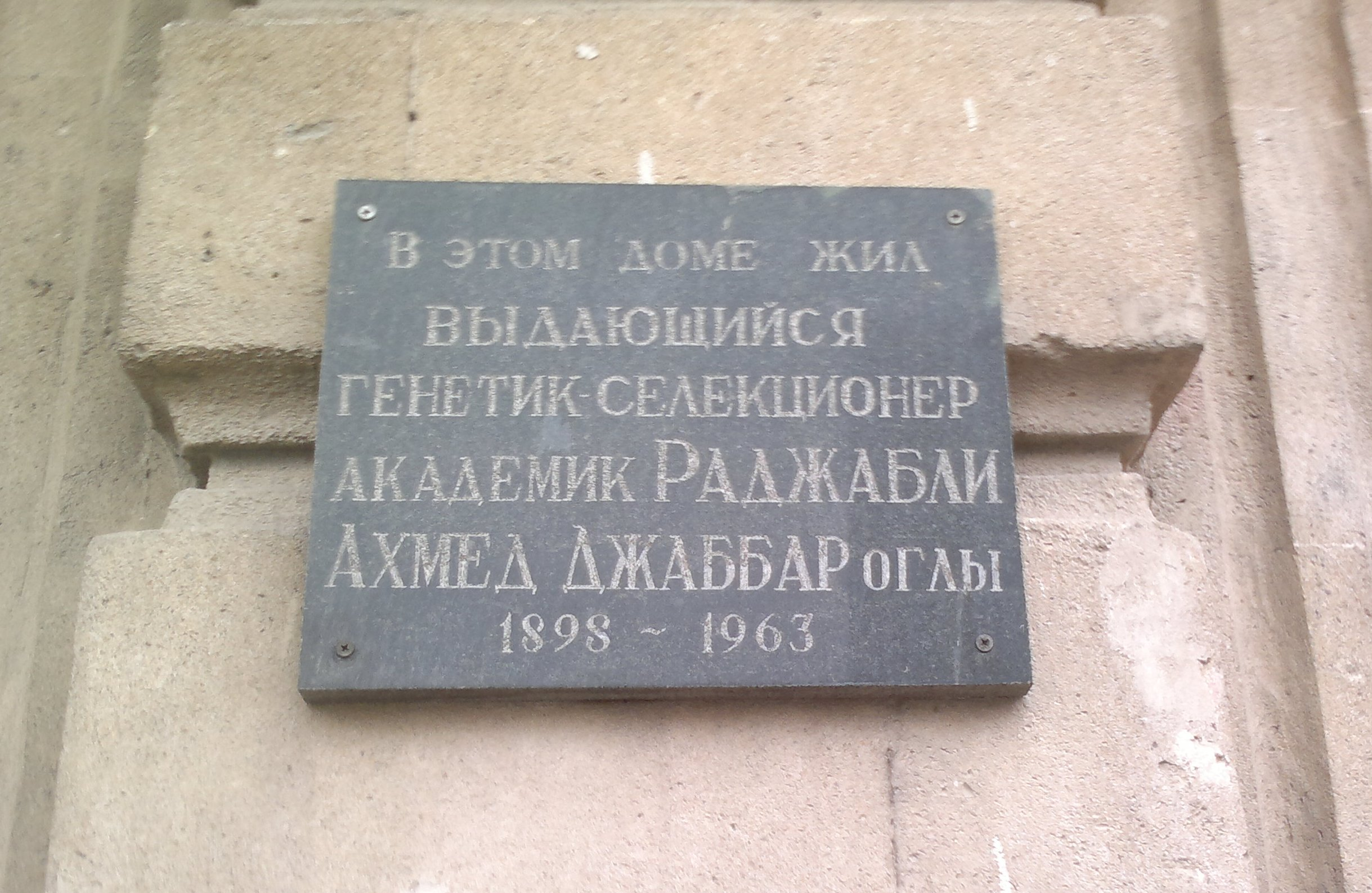
Мемориальная доска на стене дома в Баку, в котором жил Ахмед Раджабли (дом снесён в 2016 году)
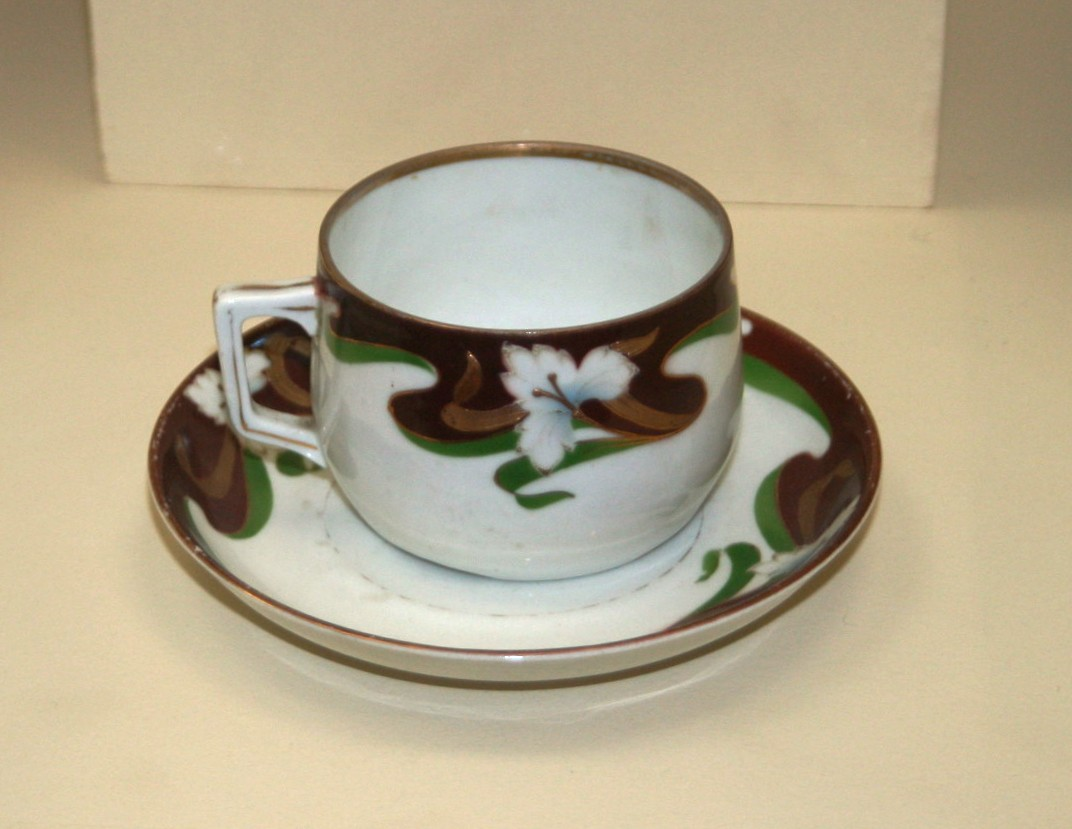
Чашка и тарелка, принадлежавшие Ахмеду Раджабли. Музей истории Азербайджана, Баку